# He Is Psychometric
He Is Psychometric  (en coréen : 사이코메트리 그녀석) est une série télévisée sud-coréenne apparue en 2019 et mettant en vedette Park Jin-young, Shin Ye-eun, Kim Kwon et Kim Da-som. Elle est diffusée sur tvN du 11 mars au 30 avril 2019.

## Synopsis
Après avoir perdu ses parents dans un incendie, Lee Ahn acquiert le pouvoir de la psychométrie, la capacité de lire le passé d'une personne ou d'un objet par contact physique. Il décide de l'utiliser afin de résoudre des affaires criminelles. Alors qu'il ne sait pas encore contrôler son pouvoir, il rencontre Yoon Jae-in qui fait de son mieux pour cacher ses secrets douloureux. Avec son tuteur d'accueil, le procureur Kang Sung-mo, et la collègue de ce dernier, l'enquêtrice Eun Ji-soo, ils s'associent pour résoudre une affaire insaisissable qui hante la vie d'Ahn, de Sung-mo et de Jae-in. 

## Distribution

### Acteurs principaux
- Park Jin-young : Lee Ahn 
  - Kim Tae-yool : Lee Ahn (jeune)

Un jeune homme qui acquiert le pouvoir de la psychométrie, la capacité paranormale de lire le passé ou les secrets d'une personne ou d'un objet en le touchant. Il a perdu ses parents dans un incendie quand il était jeune.
- Shin Ye-eun : Yoon Jae-in
  - Kim Soo-in : Yoon Jae-in (jeune)

Une jeune femme intelligente qui cache un secret. Elle rencontre Lee Ahn à 19 ans, après un transfert dans son lycée. Son rêve est de devenir procureur, mais elle devient finalement policière. Plus tard, elle développe des sentiments pour Lee et commence à sortir avec lui.
- Kim Kwon : Kang Sung-mo 
  - Jo Byeong-kyu (remplace Jeong Yoo-ahn qui fait l'objet d'une enquête pour harcèlement sexuel)[2],[3] : Kang Sung-mo (jeune)

Un procureur de l'unité d'enquête spéciale, également celui qui a sauvé Lee Ahn dans l'incendie qui a tué ses parents. Plus tard, il est devenu le tuteur légal de Lee en tant que son frère adoptif. Il a un caractère froid mais se soucie beaucoup de son entourage.
- Kim Da-som : Eun Ji-soo

L'enquêtrice de l'unité spéciale d'enquête de la police. Elle demande souvent de l'aide à Lee Ahn car elle connaît ses capacités psychométriques. Elle est très optimiste et aime secrètement Kang Sung-mo.

### Acteurs secondaires
Entourage de Lee Ahn
- Lee Jong-hyuk : Lee Jeong-rok, policier, le père de Lee Ahn[4]
- Noh Jong-hyun : Lee Dae-bong, meilleur ami de Lee Ahn

Entourage de Yoon Jae-in
- Jung Suk-yong : Yoon Tae-ha, gardien de sécurité dans un immeuble.
- Kim Hyo-jin : Oh Sook-ja, tante et tutrice légale de Jae-in
- Go Youn-jung : Kim So-hyun, amie d'enfance de Jae-in

Entourage de Kang Sung-mo
- Lee Seung-joon : Kang Geun-taek

Le père de Kang Sung-mo. Dans sa jeunesse, il a développé une attirance devenue obsession pour Kang Eun-joo qu'il a enfermée avec leur fils, Sung-mo, pendant plusieurs années.
- Jeon Mi-seon : Kang Eun-joo

La mère de Kang Sung-mo et le sujet de l'obsession de Kang Geun-taek. Elle donne un fils à Geun-taek lors de sa captivité. Quand elle et Sung-mo réussissent à s'échapper, elle passe toute sa vie à se cacher de Geun-taek. Elle est présumée morte dans l'incendie de l'immeuble Yeongseong.
Autres personnages
- Sa Kang : Hong Soo-yeon, ami proche d'Eun Ji-soo
- Kim Won-hae : Professeur de mathématiques
- Jang Eui-soo : Lee Seung-yong, enquêteur
- Park Chul-min : Nam Dae-nam, lieutenant de police
- Um Hyo-sup : Eun Byung-ho, commissaire de police, le père d'Eun Ji-soo

## Production
La série est dirigée par Kim Byung-soo, notamment connu pour The Bride of Habaek et A Korean Odyssey.
La première lecture du scénario a lieu le 6 décembre 2018 au Studio Dragon à Séoul. Une conférence de presse se tient le 5 mars 2019 en présence de Kim Byung-soo, Park Jin-young, Shin Ye-eun, Kim Da-som et Kim Kwon,.

## Bande-son originale

### Bande-son originale
1. Take - Jus2
2. With you - Fromm
3. Sunny Day - Seunghee (Oh My Girl)
4. The first love - Minseo
5. Shadows on the Wall - Janett Suhh
6. Take a Break - O.O.O
7. He Is Psychometric (introduction) - Nam Hye-seung, Park Sang-hee
8. Humming for Death - Chae Joon-gi
9. Train Is Leaving - Choi Jin-woo
10. Then, We Were - Nam Hye-seung, Go Eun-jung
11. Boys on the Car - Jo Eun-jung
12. I Found Them - Jeon Jung-hoon
13. Shade of a Tree - Nam Hye-seung, Go Eun-jung
14. Space Run - Heo Seok

## Audiences
- Dans ce tableau, les nombres bleus représentent les audiences les plus basses et les nombres rouges les plus élevées.
- N/A indique que la part d'audience n'est pas connue.

| Ep.     | Date de diffusion | Part d'audience moyenne | Part d'audience moyenne | Part d'audience moyenne |
| Ep.     | Date de diffusion | AGB Nielsen             | AGB Nielsen             | TNmS                    |
| Ep.     | Date de diffusion | À l'échelle nationale   | Séoul                   | À l'échelle nationale   |
| ------- | ----------------- | ----------------------- | ----------------------- | ----------------------- |
| 1       | 11 mars 2019      | 2,467%                  | 2,698%                  | 2,9%                    |
| 2       | 12 mars 2019      | 2,156%                  | 2,434%                  | 2,2%                    |
| 3       | 18 mars 2019      | 1.932%                  | 2,231%                  | 2,8%                    |
| 4       | 19 mars 2019      | 2,108%                  | 2.229%                  | 3,0%                    |
| 5       | 25 mars 2019      | 2,349%                  | 2.969%                  | N/A                     |
| 6       | 26 mars 2019      | 2.794%                  | 3.440%                  | N/A                     |
| 7       | 1 avril 2019      | 2,587%                  | 3,142%                  | 2,8%                    |
| 8       | 2 avril 2019      | 2,711%                  | 3.067%                  | N/A                     |
| 9       | 8 avril 2019      | 2,538%                  | 2,974%                  | 3,0%                    |
| 10      | 9 avril 2019      | 2,471%                  | 2,901%                  | 2,9%                    |
| 11      | 15 avril 2019     | 2,422%                  | 2,913%                  | 2,6%                    |
| 12      | 16 avril 2019     | 2,456%                  | 2,766%                  | 2,7%                    |
| 13      | 22 avril 2019     | 2,114%                  | 2,775%                  | 2,3%                    |
| 14      | 23 avril 2019     | 2,589%                  | 3,367%                  | 2,8%                    |
| 15      | 29 avril 2019     | 2,345%                  | 2.850%                  | N/A                     |
| 16      | 30 avril 2019     | 2,277%                  | 2,631%                  | 2,7%                    |
| Moyenne | Moyenne           | 2.395%                  | 2.837%                  | —                       |

## Awards et nominations
| An   | Prix                       | Catégorie                                     | Bénéficiaire   | Résultat | Réf.   |
| ---- | -------------------------- | --------------------------------------------- | -------------- | -------- | ------ |
| 2019 | Prix du 12ème Drama coréen | Prix de l'étoile de l'année                   | Shin Ye-eun    | Lauréat  | [ 22 ] |
| 2019 | StarHub Night of Stars     | Personnage masculin préféré d'un drama coréen | Park Jin-young | Lauréat  | [ 23 ] |